# Bohunice (Nitra)
Bohunice (em húngaro: Hontbagonya) é um município da Eslováquia, situado no distrito de Levice, na região de Nitra. Tem 12,83 km² de área e sua população em 2018 foi estimada em 144 habitantes.

## Demografia
| Ano:        | 1994 | 2004    | 2014    | 2024    |
| ----------- | ---- | ------- | ------- | ------- |
| Broj ljudi: | 174  | 153     | 133     | 159     |
| Razlika:    |      | -12,06% | -13,07% | +19,54% |

| Ano:               | 2023 | 2024   |
| ------------------ | ---- | ------ |
| Número de pessoas: | 156  | 159    |
| Diferença:         |      | +1,92% |